# Каганэ, Людмила Львовна
Людми́ла Льво́вна Каганэ́ Род. 17.07.1930 (Одесса)— ум. 18.11.2022 (Санкт-Петербург) - российский искусствовед, специализирующийся на искусстве Испании, с 1962 года сотрудник Эрмитажа (главный научный сотрудник Отдела западноевропейского изобразительного искусства, хранитель испанской живописи XVI—XVIII веков), доктор искусствоведения.
В 1950-е годы работала в музее Смоленска.
В 1968 году защитила кандидатскую диссертацию «Пантоха де ла Крус и проблема парадного портрета в Испании конца XVI — начала XVII веков», а 24 ноября 1994 года — докторскую диссертацию «История эрмитажного собрания испанской живописи XV-нач. XIX века и проблемы его изучения» (официальные оппоненты М. Ю. Герман, Т. П. Каптерева и А. Н. Немилов).
Проделала огромную работу по атрибуции испанских картин как из собрания Эрмитажа, так и выданных из Эрмитажа в 1930-е годы в региональные музеи. "Главным трудом ее жизни стал каталог-резоне испанской живописи из собрания в Эрмитаже, изданный несколько раз в разных форматах, в том числе и на английском языке".